# Mélanésie orientale
Ne doit pas être confondu avec Mélanésie insulaire.
La Mélanésie orientale est un ensemble biogéographique défini comme point chaud de biodiversité par Conservation International. 
Cette zone englobe les Îles Salomon et Vanuatu, ainsi que plusieurs îles situées à l'est de la Papouasie-Nouvelle-Guinée.

## Définition
Le terme de "Mélanésie orientale" est ici utilisé pour définir un espace donné par Conservation International. En réalité il n'existe pas de réelles divisions est/ouest de la Mélanésie. D'autant plus qu'au sens géographique du terme il y a de nombreuses îles mélanésiennes situées encore plus à l'est que celles définies dans ce point chaud : les Îles Fidji et la Nouvelle-Calédonie notamment, cette dernière formant à elle seule un point chaud de biodiversité.

## Description

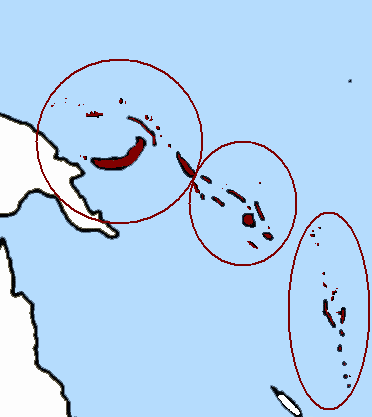
Mélanésie orientale - Chaque cercle correspond à un pays : au nord-ouest la Papouasie-Nouvelle-Guinée, au centre les Îles Salomon, au sud-est Vanuatu.

Cet ensemble est constitué par une série de plusieurs archipels assez proches géographiquement. Situé à proximité de l'équateur, les conditions climatiques sont relativement homogènes et fortement influencées par la proximité de la mer. La température moyenne des Îles Salomon est d'environ 27 °C (max: 30 °C - min: 23 °C) avec environ 180 mm de précipitations mensuelles (2 150 mm/an), mais réparties de manière hétérogène dans l'année (on remarque une saison sèche - peu marquée - entre mai et octobre). Le climat des Vanuatu est très semblable. La végétation est composée de différentes strates selon l'éloignement avec la mer : végétation côtière, forêts de mangrove, forêts marécageuses, forêts tropicales de plaines, forêts temporairement sèches, prairies et forêts tropicales de montagnes. Bien que les montagnes ne soient pas aussi élevées que celles de Mélanésie occidentale (de nombreuses montagnes de Nouvelle-Guinée dépassent 4 000 m d'altitude) ces archipels sont plutôt montagneux (volcaniques) et plusieurs montagnes atteignent ou dépassent les 2 000 m. Le point culminant de ce point chaud est le Mont Balbi sur l'île de Bougainville (Papouasie-Nouvelle-Guinée) qui culmine à 2 685 m d'altitude. Les points culminants des autres pays de la zone concernée sont les Mont Popomanaseu (Îles Salomon - 2 335 m)et Tabwemasana (Vanuatu - 1 877 m).

## Localisation
Ce point chaud insulaire (1600 îles) de presque 100 000 km2 englobe l'intégralité des Îles Salomon et des Vanuatu, ainsi que plusieurs îles situées à l'est Papouasie-Nouvelle-Guinée : Archipel Bismarck (Nouvelle-Bretagne, Nouvelle-Irlande, etc.) et Bougainville. Cette zone ne comprend pas cependant l'Archipel d'Entrecasteaux, ni les Louisiades. 

## Ecorégions
- Admiralty Islands lowland rain forests (Papouasie-Nouvelle-Guinée)
- New Britain-New Ireland lowland rain forests (Papouasie-Nouvelle-Guinée)
- New Britain-New Ireland montane rain forests (Papouasie-Nouvelle-Guinée)
- Solomon Islands rain forests (Papouasie-Nouvelle-Guinée, Îles Salomon)
- Vanuatu rain forests (Îles Salomon, Vanuatu)[3].

## Biodiversité
Éclaté en plus de 1000 îles profitant d'un climat équatorial, cet ensemble possède une biodiversité particulièrement élevée. Cette dernière reste inférieure à la Nouvelle-Guinée voisine, en revanche la plupart des îles sont restées isolées et n'ont jamais eu de contact avec d'autre masse terrestre. De ce fait non seulement l'endémisme est énorme mais l'évolution s'est faite de manière radiative, ainsi il existe de nombreuses espèces qui sont confinées à une seule île. On retrouve près de 8 000 espèces de plantes vasculaire dont presque 40 % sont endémiques (3 000 espèces). Les forêts tropicales sont très proches de ce que l'on peut trouver en Nouvelle-Guinée même s'il y a des groupes absents, les Dipterocarpaceae notamment. 
- Mammifères : bien qu'il y ait peu d'espèces, 39 des 86 mammifères présents dans ce point chaud sont endémiques. Trois quarts d'entre eux sont par ailleurs des chiroptères, avec une immense variété de Pteropodidae (roussettes). De nombreuses espèces sont très menacées. Le Couscous de l'île de l'Amirauté est le seul mammifère du genre endémique à ce point chaud.

- Oiseaux : l'avifaune de la région traitée est plus éloignée biologiquement de Nouvelle-Guinée que le sont les autres vertébrés, on trouve par ailleurs 7 genres endémiques. Plus de 40 % des oiseaux (149 sur 360) sont propres à ce point chaud qui compte pas moins de 6 EBA (Endemic birds area, dont le EBA des Îles Salomon qui comptent 56 espèces endémiques à lui seul[4]. Parmi les familles les plus représentées on trouve les Columbidae, Psittacidae, Meliphagidae, Rhipiduridae, Monarchidae et Zosteropidae, qui possèdent dans ces îles une concentration d'espèces particulièrement importante[5].

- Reptiles : 54 des 117 espèces de reptiles sont endémiques à ce point chaud dans la plupart des ensembles insulaires de l'Ancien Monde les geckos et scinques sont dominants. Sur les six genres endémiques, cinq sont monospécifiques.

- Amphibiens : Bien que représenté par 40 espèces les Amphibiens comptent 38 espèces endémiques (dont 4 genres), soit plus de 90 % des espèces.

## Menaces et conservation
Depuis toujours la Mélanésie en général est un inestimable foyer culturel et linguistique : les Vanuatu par exemple comptent pas moins de 109 langues couramment parlées. De ce fait ce point chaud représente un ensemble très traditionnel et fortement influencé par le rôle majeur de la Nature chez les différents groupes ethniques de la Mélanésie orientale. Raison pour laquelle cette zone reste moins menacée que d'autres points chauds de biodiversité. Malgré tout on observe un déboisement aussi récent qu'intense. Ainsi 25 % des forêts de Mélanésie orientale seulement restent non exploitées. Si la menace majeure reste la transformation des forêts en zone agricole, l'introduction d'espèces invasives (cochons, rats, chats, etc.) présente un risque non négligeable. L'exploitation minière dans ces pays pauvres et corrompus est peu contrôlée. 
Bien qu'on recense 24 zones protégées dans ce point chaud, huit seulement sont classées par UICN de niveau I à VI. De ce fait la protection des espaces vulnérables est quasi inexistante. De plus les trois pays de la zone possèdent un système de baux assez complexe et flou. La plupart des aides notables concernant la conservation environnementale dans cette zone sont issues de divers ONG : The Pacific Regional Environment Programme (SPREP), The Nature Conservancy, Conservation International ou encore New Zealand Royal Forest and Bird Protection Society. On observe donc que malgré un état de dégradation moindre que certains autres points chauds, le manque de structures, de connaissances et d'investissements font de cet ensemble biogéographique une zone extrêmement fragile et prioritaire.